# SMS Schlesien
Schlesien – niemiecki pancernik z okresu obu wojen światowych.
Był to jeden z 5 pancerników – przeddrednotów typu Deutschland (najbardziej znanym okrętem tego typu był „Schleswig-Holstein”). Nazwa okrętu pochodzi od Śląska, ówczesnej prowincji Niemiec. „Schlesien” wszedł do służby w 1908 roku. Używany był bojowo w czasie I wojny światowej, m.in. brał udział w bitwie jutlandzkiej. Po I wojnie światowej zezwolono Niemcom zachować 6 przestarzałych pancerników, między którymi był „Schlesien”. W okresie międzywojennym używany był jako okręt szkolny.

## Historia

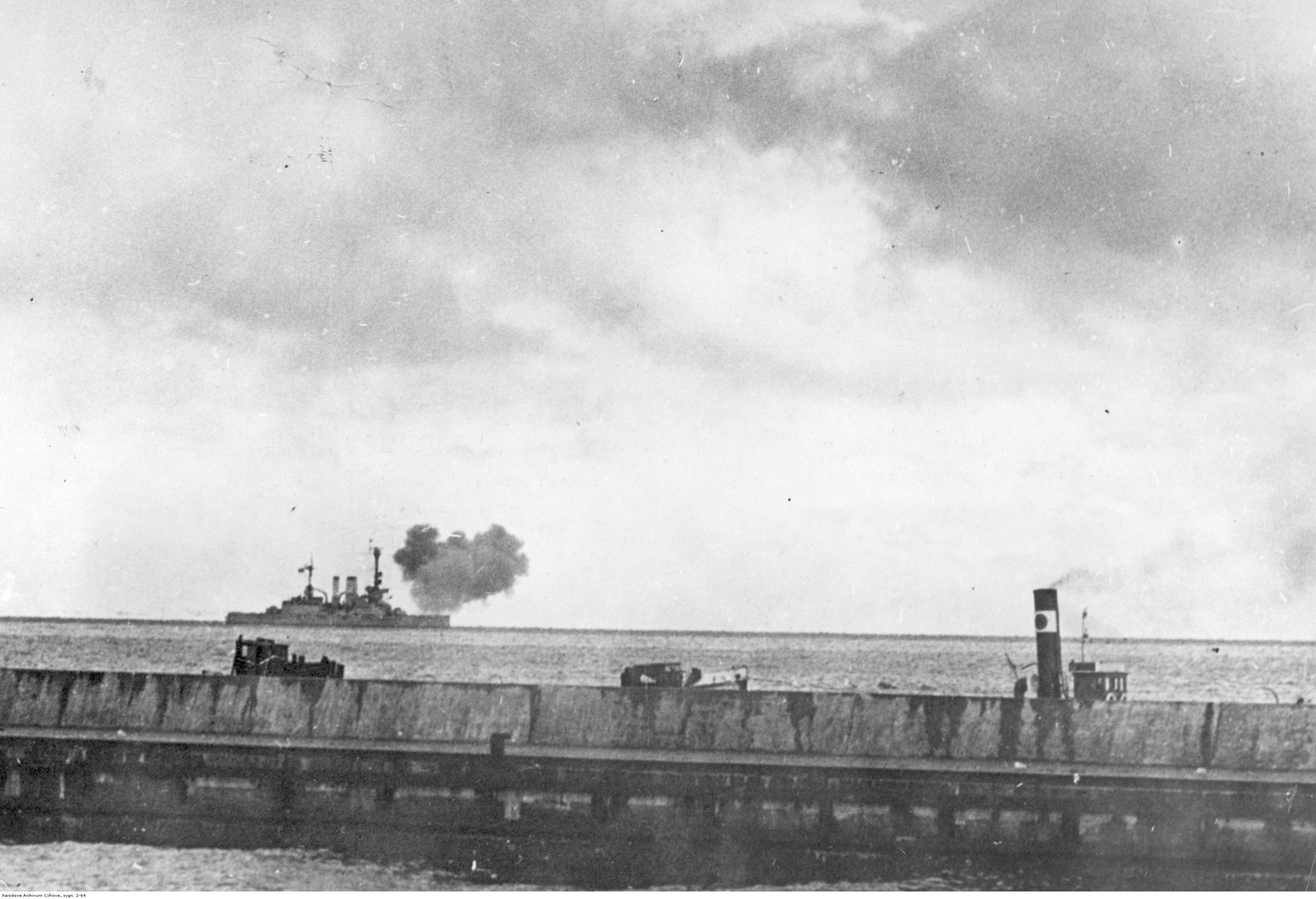
„Schlesien” ostrzeliwujący Hel, we wrześniu 1939 roku.

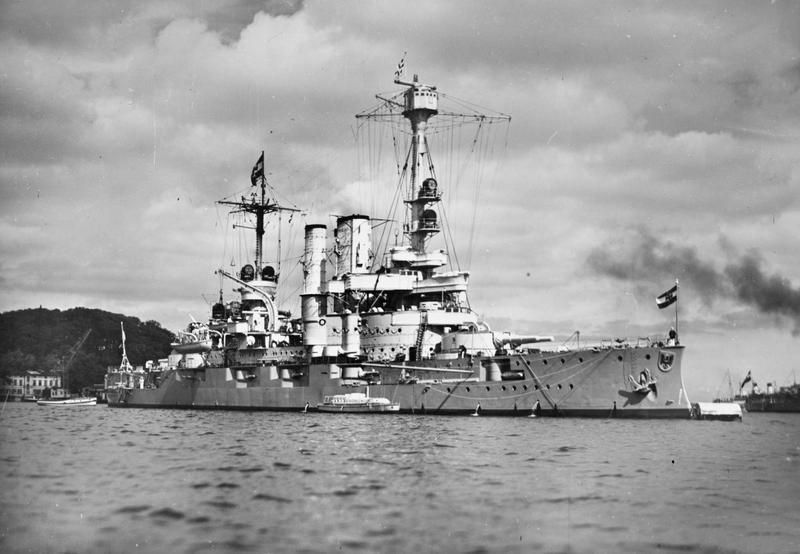
„Schlesien” w porcie

„Schlesien” wziął ograniczony udział w pomocniczych operacjach II wojny światowej, będąc już wówczas całkowicie przestarzałym okrętem. Podczas kampanii wrześniowej w 1939 roku, wraz z bliźniaczym pancernikiem „Schleswig-Holstein”, ostrzeliwał polskie pozycje i baterie nadbrzeżne na Helu. 27 września 1939 r. odbył pojedynek z baterią nr 32 „duńską”, której pociski wybuchały blisko, lecz bez większych uszkodzeń. W kwietniu 1940 roku uczestniczył w zajęciu Danii, następnie do 1944 roku służył jako hulk mieszkalny i lodołamacz, stacjonując w Gdyni. W 1941, po ataku na ZSRR, zabezpieczał stawianie zagród minowych na Bałtyku. Od września 1944 roku, ze wzmocnioną artylerią przeciwlotniczą, służył jako okręt obrony przeciwlotniczej. W marcu i kwietniu uczestniczył w obronie Gdyni przed wojskami radzieckimi, następnie ewakuowany do Świnoujścia. 2 maja 1945 wszedł na minę magnetyczną koło Uznam, uszkodzony został odholowany do Świnoujścia, gdzie został zatopiony przez sowieckie lotnictwo 4 maja. Wrak został złomowany w latach 1949-56.

## Daty
- 28 maja 1906: wodowanie, Stocznia Schichaua w Gdańsku
- 5 maja 1908: wejście do służby
- 3 maja 1945: osadzenie na mieliźnie po wejściu na minę  na północny wschód od Świnoujścia
- 4 maja 1945: zakończenie służby, zniszczony w ataku lotniczym

## Dane techniczne
- wyporność: standardowa 12 100 (pełna 14 900) t
- wymiary:
  - długość: 127,6 m
  - szerokość: 22,2 m
  - zanurzenie 8,2 m
- napęd: siłownia o maksymalnej mocy 18923 KM: 12 kotłów parowych, trzy 3-cylindrowe maszyny parowe potrójnego rozprężania; 3 śruby napędowe
- prędkość maksymalna: 18,5 węzła
- zasięg: 4800 Mm/10 w
- załoga: 743 – 802 ludzi
- koszt budowy: 25 mln marek

- uzbrojenie początkowe:
  - 4 działa kalibru 280 mm (L/45,5) w dwóch dwudziałowych wieżach (masa pocisku 240 kg)
  - 14 dział kalibru 170 mm w kazamatach,
  - 20 dział kalibru 88 mm
  - 6 podwodnych 450 mm wyrzutni torped
- uzbrojenie średniego kalibru zostało po I wojnie światowej zmienione, dodano także działka przeciwlotnicze

Stan na 1939:
10 x 150 mm
6 x 105,6 mm, 4 x 37 mm
- opancerzenie
  - burty: do 240 mm
  - wieże artylerii: do 280 mm
  - pokład: do 40 mm
  - wieża dowodzenia(inne języki): 300 mm